# سیارک ۲۰۶۹۶
سیارک ۲۰۶۹۶ (به انگلیسی: 20696 Torresduarte، نامگذاری:1999VJ95) بیست هزار و ششصد و نود و ششمین سیارک کشف شده‌است که در ۹ نوامبر ۱۹۹۹ کشف شد.
قدر مطلق سیارک برابر ۱۹٫۵ است.